# Partito Democratico Cristiano (Samoa)
Il Partito Democratico Cristiano (in inglese Christian Democratic Party, CDP) è stato un partito politico samoano, attivo dal 1985 al 1988.
Nell'aprile del 1988 viene sciolto da una scissione con la fondazione del partito Partito Samoano per lo Sviluppo Nazionale (SNDP).

## Risultati elettorali
| Elezione          | Voti  | Seggi   |
| ----------------- | ----- | ------- |
| Parlamentari 1985 | 2 052 | 16 / 47 |
| Parlamentari 1988 | 2 300 | 24 / 47 |